# سينغ تشانثيا
سينغ تشانثيا (بالهولندية: Sieng Chanthea)‏ هو لاعب كرة قدم كمبودي، ولد في 9 سبتمبر 2002 في محافظة كوه كونغ في كمبوديا. احترف سابقاً في نادي الشحانية القطري.

## وصلات خارجية
- سينغ تشانثيا على موقع قاعدة بيانات كرة القدم.إي يو (الإنجليزية)
- سينغ تشانثيا على موقع ناشيونال فوتبول تيمز (الإنجليزية)